# Ruoholahti (stație de metrou)

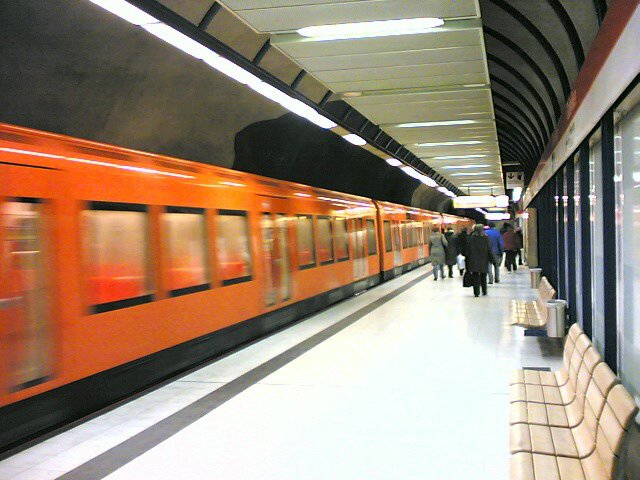
Staţia Ruoholahti

Ruoholahti (Gräsviken în suedeză) este o stație a metroului din Helsinki. Stația este capătul vestic al liniei de metrou și este folosită pentru accesul la cartierull Ruoholahti din sud-vestul orașului. Stația a fost deschisă pe 16 august 1993 și a fost planificată de Juoko Kontio și Seppo Kilpiä. Este situată la o distanță de 1,169 km de la următoarea stație, Kamppi.